# Атанагильд
Атанагильд (умер в 567, Толедо)— король вестготов в 551—567 годах.

## Биография

### Происхождение и приход к власти
Атанагильд происходил из знатного рода. Несколько позже, когда Атанагильд уже был королём, галло-римский поэт Венанций Фортунат прославлял высокую знатность рода Атанагильда. На основании этих стихов и имени, первый элемент которого совпадает с началом имени Атанариха, считавшегося первым вестготским королём, было высказано предположение, что Атанагильд является потомком Атанариха, но эти доводы весьма шатки и не доказательны. Тем не менее знатность Атанагильда едва ли подлежит сомнению.
Воспользовавшись затруднениями возникшими у Агилы I и находясь в Севилье, возможно, с частью войска, он провозгласил себя королём. Это стало, видимым всеми, следствием исчезновения рода Балтов. Отныне каждый готский аристократ мог считать себя достойным занять трон. И если Теудис, Теудигизел и Агила делались королями относительно законным образом, то Атанагильд просто поднял мятеж. В Испании началась гражданская война.

### Призвание на помощь византийцев

Королевство вестготов в 560 году

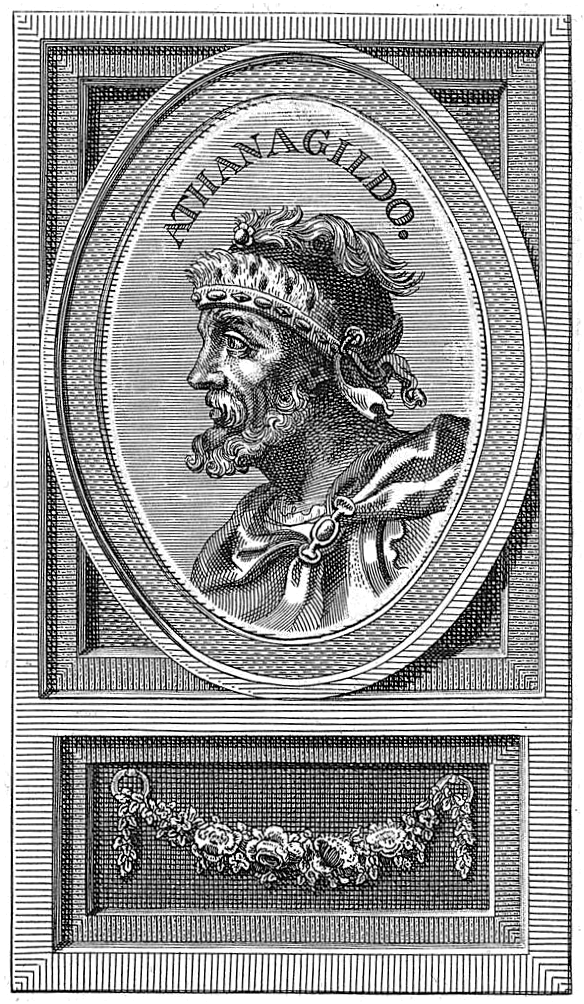

Выступление Атанагильда ни в коем случае не было спонтанным. Исидор Севильский пишет, что он уже давно задумал захватить власть и с этой целью вступил в сношения с византийским императором Юстинианом I. И тот, естественно, тотчас же воспользовался этим. То государство, которое мы традиционно называем Византией, представляло собой восточную часть Римской империи, а после исчезновения её западной части рассматривало себя как естественное продолжение всей державы, а её император претендовал на власть над всеми территориями ранее империи принадлежащими, теперь подчинёнными варварским королям. Юстиниан был преисполнен решимости превратить теорию в практику и восстановить реальную власть Константинополя над всей бывшей территорией Римской империи. Он использовал малейший повод для начала войны с варварскими королевствами. Ко времени выступления Атанагильда византийцы уже владели всей Северной Африкой и Балеарскими островами, так что с юга, и востока уже находились на подступах к Испании. И хотя война с остготами в Италии ещё не была окончательно завершена, просьба Атанагильда была слишком соблазнительной, чтобы её отвергнуть. Весной 552 года Юстиниан направил в Испанию флот под командованием патриция Либерия.
Тем временем события в Испании развивались своим чередом. После поражения от восставших жителей Кордовы Агила с остатками своих войск отступил в Мериду. Оттуда он послал войско в Севилью против Атанагильда, но перевес в силах был, по-видимому, на стороне мятежного короля. К тому же, и, может быть, это было главное, потеря значительной части казны поколебала верность воинов Агилы. И те подняли мятеж. Агила был убит, и его сторонники после нескольких лет гражданской войны признали королём Атанагильда.
Такой ход событий, однако, не остановил экспедицию имперских войск. Византийцы высадились на Пиренейском полуострове и начали захватывать приморские города южной и юго-восточной Испании, проникая всё дальше в глубь полуострова. Вероятно, между Атанагильдом и Юстинианом был заключен договор. Впоследствии король Реккаред I пытался узнать о содержании этого договора и писал об этом папе Григорию Великому, и из ответа папы было ясно, что договор этот весьма неблагоприятен для вестготов. Одним из его условий могло быть официальное восстановление старых федеративных отношений, и, тем самым, вестготы признавали бы себя федератами империи. А это означало, что официально имперская власть восстанавливалась и на Пиренейском полуострове. Но император не собирался ограничиваться этой формальностью. Он стремился реально завладеть Испанией.

### Политическая обстановка на юге Испании
Положение в южной части Пиренейского полуострова было сложным. Землевладельческая знать и крупные города этого региона не хотели признавать власть вестготов, и выразителем их интересов являлась ортодоксально-никейская церковь, выступающая против арианской. Однако они не хотели и реально подчиняться императору, и общность веры в этом не играла никакой роли. Хотя византийцы именовались римлянами и официальным языком в это время пока оставался латинский, в Западной Европе их воспринимали как греков и иностранцев. Григорий Турский пишет, что испанские города были захвачены греками незаконно. В Италии и Северной Африке власть варварских арианских королей была довольно сильна и римское ортодоксально-никейское население в большинстве сочувствовало византийцам и по мере сил поддерживало их. В Испании сложилось другое положение. Здесь сильны были старое римское магнатство и римские пережитки. Восстание в Кордове и поражение Агилы свели на нет успехи Теудиса, и южная Испания, прежде всего долина Гвадалквивира, освободились от вестготской власти, и господствующая знать не хотела принять новых завоевателей. Местная ортодоксальная церковь, тесно связанная с этой знатью, также не была склонна к подчинению имперским властям. Позже севильский епископ Исидор, правда, уже в новых условиях, выступил решительным противником византийских претензий. Только восточные торговцы, жившие в различных испанских городах и заинтересованные в политической власти императора, которая была бы гарантией общности средиземноморского торгового пространства, возможно, поддержали Византию. Так что император и его полководец могли полагаться только на собственную военную силу. Однако эти силы были не беспредельны. Война в Италии двигалась к своему победному концу, но, оказавшись вопреки ожиданиям долгой и трудной, потребовала от империи огромного напряжения сил, в том числе финансовых. На востоке война с Персией была тоже трудной и не очень-то удачной. Так что послать значительную армию на дальний конец Средиземноморья Юстиниан не мог.

### Война с Византией
Если Атанагильд действительно заключил договор о федеративных отношениях с императором, то после утверждения на троне соблюдать его он не собирался. Может быть, хранившийся при вестготском дворе его экземпляр даже был вовсе уничтожен. И вскоре Атанагильд начал войну с византийцами, им же самим приглашёнными в Испанию. Атанагильд, видимо, был храбрым и энергичным королём. Вот как о нём отзывался Григорий Турский: «Атанагильд провёл много сражений с войском императора, часто одерживая над ним победы, и освободил из-под власти греков ряд городов, незаконно ими захваченных». Однако выбить византийцев из Испании Атанагильд так и не смог.
Сегодня нелегко очертить границы территории, занятой византийцами в Испании. Входили ли в зону византийского господства Кордова и Севилья, не вполне ясно. Вероятно, что оба города пользовались независимостью. В таком случае мы должны учитывать существование в Бетике трёх политических сил: византийцев в прибрежных областях, автономных городов Кордовы и Севильи в долине Гвадалквивира и вестготов в глубине страны. Тем не менее, эта гипотеза утрачивает правдоподобность, если иметь в виду, что Севилью потерял Атанагильд. У нас нет ни малейшего повода полагать, что это произошло в результате восстания местного населения. Гораздо более вероятным кажется, что город заняли византийские союзники Атанагильда. О захвате обширной части внутренней Андалусии византийцами говорит и ещё один факт: на III Толедском соборе не были представлены епископы Кордовы, Эсихи, Кабры, Мартоса, Ла Гвардии и Гранады. Так как в остальном на этом соборе присутствовал почти весь вестготский епископат, отсутствие шести епископов из довольно небольшой области кажется особенно примечательным. Вестготам тогда принадлежала только Кордова, большинство других городов, по-видимому, было под властью византийцев. С уверенностью можно сказать, что византийским было побережье от Картахены до Малаги, а, кроме того, города Медина-Сидония и Хигонса (к северу от Медины-Сидонии). Тут была создана имперская провинция «Испания» (Spania).
Только к концу своего правления Атанагильду удалось отбить Севилью; нападение на Кордову закончилось провалом, и вестготы ограничились лишь разорением окрестностей.

### Союз с франками
Больших успехов Атанагильд добился в отношениях с франками. Две его дочери от королевы Гоисвинты Брунгильда и Галесвинта стали жёнами франкских королей Сигиберта I, короля Австразии, и Хильперика I, короля Нейстрии. Правда, последней весьма не повезло: интриги любовницы Хильперика и бывшей служанки Фредегонды привели к убийству королевы, после чего Хильперик женился на Фредегонде. Брунгильда же — эта удивительно способная и политически одарённая женщина, до самой своей смерти в 613 году царила на политической сцене, находясь в центре интриг и кровавых раздоров, разделявших Франкское государство. Как бы там ни было, эти браки, а в ещё большей степени эти раздоры, когда соперничающим королям было не до вестготов, обеспечили спокойствие на северной границе. Возможно, что этими браками Атанагильд пытался также заручиться поддержкой франков в своей войне с империей.

### Кризис в стране. Смерть Атанагильда
Атанагильд правил захваченным королевством 15 лет и 6 месяцев (по иным сообщениям, — 14 лет, видимо, имеется в виду его единоличное правление, после противостояния с Агилой I) и умер естественной смертью в Толедо в 567 году. Причём он стал первым после долгого перерыва королём умершим собственной смертью. Это однако не означает, что его правление было временем стабилизации. Скорее наоборот, это было временем углубления кризиса. Постоянные, но долго совершенно неудачные войны на юге показывают слабость королевской власти. В различных местах Испании огромную силу приобрели крупные земельные собственники, которых хронист называет «господами мест». Некоторые, по крайней мере, из них стали фактически независимыми. Иоанн Бикларский пишет, что последующему королю Леовигильду пришлось восстанавливать власть готов в прежних размерах, ибо она уменьшилась в результате мятежей. Часть таких мятежей явно происходила ещё в правление Атанагильда. На время правления Атанагильда падает принятие свевами при короле Теодемире ортодоксально-никейского вероисповедания. В результате вокруг арианского Вестготского королевства создаётся кольцо ортодоксальных государств — Византии, Свевского и Франкского королевств, — что в тех условиях грозило их общими действиями против готов. Политический кризис дополнялся кризисом экономическим, ярким показателем которого стало падение качества монеты.
Апогеем кризиса стало положение, сложившееся после смерти Атанагильда: у вестготов пять месяцев не было короля. Исидор Севильский, сообщая об этом, никаких объяснений не даёт. Вероятно, у Атанагильда не было сыновей, но только две дочери, ставшие франкскими королевами. И это создало определённый политический вакуум, который готская знать долго заполнить не могла. Объяснением такого положения могут быть только раздоры в среде этой знати. Какую-то долю приверженцев покойный Атанагильд, несомненно, имел: недаром Леовигильд, правивший в Испании после Атанагильда, женился на вдове Атанагильда, явно чтобы обеспечить себе их поддержку. Но также несомненно, что имелись и другие группы, и их соперничество привело к политической анархии. Словом сказать, на момент смерти Атанагильда государство вестготов оказалось в крайне тяжёлом положении.

### Семья
- Гоисвинта. Ничего не известно о её происхождении, но её связь с арианством, записанное в первоисточниках, может свидетельствовать в пользу её вестготского происхождения.
  - Галесвинта — старшая дочь
  - Брунгильда — младшая дочь.